# Новий Кеп
Новий Кеп (рос. Новый Кеп) — присілок в Балезінському районі Удмуртії, Росія.

## Населення
Населення — 60 осіб (2010; 90 в 2002).
Національний склад станом на 2002 рік:
- удмурти — 98 %